# Panamerikanische Spiele 2015/Leichtathletik – 4 × 400 m der Frauen
Die 4-mal-400-Meter-Staffel der Frauen bei den Panamerikanischen Spielen 2015 fand am 24. und 25. Juli im CIBC Pan Am und Parapan Am Athletics Stadium in Toronto statt.
51 Läuferinnen aus zwölf Ländern nahmen an den Läufen teil. Die Goldmedaille gewann die Staffen der Vereinigten Staaten nach 3:25,68 min, Silber ging an Jamaika mit 3:27,27 min und die Bronzemedaille gewann Kanada mit 3:27,74 min.

## Rekorde
Vor dem Wettbewerb galten folgende Rekorde:
| Weltrekord        | Sowjetunion Tazzjana Ljadouskaja, Olga Nasarowa Marija Pinigina, Olha Bryshina       | 3:15,17 min | Olympische Spiele in Seoul, Südkorea         | 1. Oktober 1988 |
| Rekord der Spiele | Vereinigte Staaten Diane Dixon, Rochelle Stevens Valerie Brisco-Hooks, Denean Howard | 3:23,35 min | Panamerikanische Spiele in Indianapolis, USA | 16. August 1987 |

## Halbfinale
Aus den zwei Halbfinalläufen qualifizierten sich die jeweils drei Ersten jedes Laufes – hellblau unterlegt – und zusätzlich die zwei Zeitschnellsten – hellgrün unterlegt – für das Finale.

### Lauf 1
24. Juli 2015, 12:00 Uhr
| Platz | Bahn | Land        | Athletinnen                                                        | Zeit (min) |
| ----- | ---- | ----------- | ------------------------------------------------------------------ | ---------- |
| 1     | 6    | Kuba        | Lisneidy Veitía Yaimeisi Borlot Gilda Casanova Daisurami Bonne     | 3:28,15 SB |
| 2     | 4    | Bahamas     | Lanece Clarke Christine Amertil Shakeitha Henfield Katrina Seymour | 3:31,18 SB |
| 3     | 7    | Barbados    | Nadia Cummins Sada Williams Sade Sealy Tia-Adana Belle             | 3:31,72 SB |
| 4     | 5    | Puerto Rico | Carol Rodríguez Alethia Marrero Grace Claxton Pariis García        | 3:32,04 SB |
| 5     | 3    | Venezuela   | Nercely Soto Wilmary Álvarez Magdalena Mendoza Maryuri Valdez      | 3:39,01    |
| 6     | 8    | Chile       | Carmen Mansilla Paula Goñi Fernanda Mackenna Javiera Errázuriz     | 3:41,35    |

### Lauf 2
24. Juli 2015, 12:10 Uhr
| Platz | Bahn | Land                | Athletinnen                                                         | Zeit (min) |
| ----- | ---- | ------------------- | ------------------------------------------------------------------- | ---------- |
| 1     | 3    | Vereinigte Staaten  | Shamier Little Alysia Montaño Shakima Wimbley Kendall Baisden       | 3:26,40    |
| 2     | 8    | Jamaika             | Anastasia Le-Roy Verone Chambers Chrisann Gordon Bobby-Gaye Wilkins | 3:30,29    |
| 3     | 4    | Kanada              | Audrey Jean-Baptiste Taylor Sharpe Sage Watson Sarah Wells          | 3:30,61    |
| 4     | 5    | Trinidad und Tobago | Janeil Bellille Romona Modeste Alena Brooks Sparkle McKnight        | 3:31,21 SB |
| 5     | 7    | Mexiko              | Natali Brito Gabriela Medina Paola Morán Zudikey Rodríguez          | 3:32,29 SB |
| 6     | 6    | Brasilien           | Geisa Coutinho Flávia de Lima Liliane Fernandes Jaílma de Lima      | 3:34,97    |

## Finale
25. Juli 2015, 21:45 Uhr
| Platz | Bahn | Land                | Athletinnen                                                         | Zeit (min) |
| ----- | ---- | ------------------- | ------------------------------------------------------------------- | ---------- |
|       | 6    | Vereinigte Staaten  | Shamier Little Kyra Jefferson Shakima Wimbley Kendall Baisden       | 3:25,68    |
|       | 4    | Jamaika             | Anastasia Le-Roy Verone Chambers Chrisann Gordon Bobby-Gaye Wilkins | 3:27,27    |
|       | 8    | Kanada              | Brianne Theisen-Eaton Taylor Sharpe Sage Watson Sarah Wells         | 3:27,74 SB |
| 4     | 5    | Kuba                | Lisneidy Veitía Yaimeisi Borlot Gilda Casanova Daisurami Bonne      | 3:31,22    |
| 5     | 3    | Bahamas             | Lanece Clarke Christine Amertil Carmiesha Cox Katrina Seymour       | 3:31,60    |
| 6     | 2    | Puerto Rico         | Carol Rodríguez Alethia Marrero Grace Claxton Pariis García         | 3:33,16    |
| 7     | 1    | Trinidad und Tobago | Janeil Bellille Romona Modeste Alena Brooks Sparkle McKnight        | 3:33,31    |
|       | 7    | Barbados            | Nadia Cummins Sada Williams Sade Sealy Tia-Adana Belle              | DSQ        |